# Cooper (pneumatici)
Cooper è una marchio statunitense di pneumatici di proprietà di Goodyear Tire & Rubber Company.
Nacque come Cooper Tire & Rubber Company, fondata nel 1914 e specializzata nella progettazione e produzione di pneumatici per mezzi gommati come autocarri e motoveicoli. Con sede centrale a Findlay, nell'Ohio, la Cooper aveva 60 stabilimenti di produzione e sviluppo a livello mondiale e occupava oltre 10 000 lavoratori.
Nel luglio 1960, la società divenne una società pubblica e fu quotata alla Borsa di New York.
Fa parte dell'indice S&P 600.
Il 22 febbraio 2021, Goodyear Tire & Rubber Company ha annunciato di aver stipulato un accordo per l'acquisizione di Cooper per circa 2,8 miliardi di dollari in contanti e azioni. L'operazione si è conclusa nel giugno 2021.